# Between Angels and Insects
«Between Angels and Insects» — третий сингл и пятая песня калифорнийской группы Papa Roach из альбома Infest.
Текст композиции имеет многочисленные отсылки к роману Чака Паланика «Бойцовский клуб». Несколько строк в песне «ты — раб системы, выполняешь работу, которую ненавидишь, за плату, которая тебе не нужна», взяты непосредственно из цитаты Тайлера Дёрдена в экранизации книги.

## Чарты
| Чарт (2001)                     | Номер позиции |
| ------------------------------- | ------------- |
| Ирландия (IRMA)                 | 20            |
| Шотландия (OCC Scotland)        | 14            |
| UK Singles Chart                | 17            |
| U.S. Mainstream Rock Tracks     | 27            |
| U.S. Modern Rock Tracks         | 16            |
| Media Control Charts (Германия) | 94            |

## Список композиций
1. Between Angels and Insects
2. Last Resort
3. Dead Cell (Live)
4. Legacy (Non-Album Track)